# Dunavecse
Dunavecse é uma cidade da Hungria, situada no condado de Bács-Kiskun. Tem 66,77 km² de área e sua população em 2019 foi estimada em 3.769 habitantes.